# Singocandi
Singocandi is een bestuurslaag in het regentschap Kudus van de provincie Midden-Java, Indonesië. Singocandi telt 7949 inwoners (volkstelling 2010).